# Miss Italia 1946
Miss Italia 1946 si svolse a Stresa, in un'unica serata nel settembre del 1946. Il concorso è stato condotto da Corrado Mantoni. Vinse fra le polemiche una ventenne di Empoli, Rossana Martini, che ebbe in seguito una breve carriera come attrice. Maggior fortuna ebbe la seconda classificata, la romana Silvana Pampanini, che il pubblico presente al concorso avrebbe preferito alla Martini. L'organizzazione è diretta da Dino Villani.

## Risultati
| Risultato finale | Concorrente                   |
| ---------------- | ----------------------------- |
| Miss Italia 1946 | - – Rossana Martini           |
| 2ª classificata  | - – Silvana Pampanini         |
| Miss Sorriso     | - Anna Vignali e Tina De Mola |